# Souvodol
Souvodol (en macédonien Суводол) est un village du sud-est de la Macédoine du Nord, situé dans la municipalité de Demir Hisar. Le village comptait 415 habitants en 2002.

## Démographie
Lors du recensement de 2002, le village comptait :
- Macédoniens : 369 (88.9 %)
- Albanais : 31 (7.5 %)
- Autres    : 15 (3.6 %)